# Adolphe de Lescure
Adolphe de Lescure (1833-1892) est un écrivain et historien français.

## Biographie
Il est attaché au secrétariat du ministère d'État (1865-1868), puis chef des secrétaires-rédacteurs du Sénat (1875-1892). Titulaire de la rubrique littéraire de La Gazette de France, il a critiqué sévèrement les recueils de Baudelaire en 1859 et 1860.

## Œuvre
- La Vraie Marie-Antoinette : étude historique, politique et morale, suivie du recueil réuni pour la première fois de toutes les lettres de la reine connues jusqu’à ce jour... (avec une biobibliographie de Marie-Antoinette par Léon de La Sicotière), Paris, Librairie parisienne, 1863, 256 p. (lire en ligne). — La Bio-bibliographie [sic] de Marie-Antoinette, par L. de La Sicotière, occupe les p. 180-240. Elle a fait l’objet d’un tiré à part : Paris, Imprimerie parisienne, 1862.
- Les confessions de l'abbesse de Chelles, fille du régent, E. Dentu, 1863 ; rééd. coll. « Les maîtres du roman », 1890.
- Henri IV - 1874, 1875 - Grand prix Gobert de l’Académie française
- François Ier (1494-1547) - 1878 - P. Ducrocq Libraire-Editeur, 435 p.
- Éloge de Marivaux - 1880 - Prix d'éloquence de l’Académie française
- La Société française au XVIIIe siècle. Les femmes philosophes - 1881 - Prix Marcelin-Guérin de l’Académie française
- Rivarol et la société française pendant la Révolution et l’émigration (1753-1801) - 1884 - Prix Guizot de l’Académie française
- Éloge de Beaumarchais, pièce n° 15 - 1886 - Prix d'éloquence de l’Académie française